# Bacelo e Senhora da Saúde
Bacelo e Senhora da Saúde (oficialmente, União das Freguesias de Bacelo e Senhora da Saúde) é uma freguesia portuguesa do município de Évora, com 46,50 km² de área e 17777 habitantes (censo de 2021). A sua densidade populacional é 382,3 hab./km².
Faz parte da zona urbana periférica do centro histórico de Évora e conta com inúmeros bairros, destacando-se pela sua dimensão o Bairro do Bacelo, Quinta da Soeira, Granito, Frei-Aleixo, Pites, Corunheiras, Bacelo Oeste, Senhora da Saúde, Nau, entre muitos outros.
É a segunda freguesia mais populosa do concelho, só suplantada por Malagueira e Horta das Figueiras.

## História
Foi constituída em 2013, no âmbito de uma reforma administrativa nacional, pela agregação das antigas freguesias de Bacelo e Senhora da Saúde e tem a sede em Bacelo.

## Demografia
A população registada nos censos foi:
| Distribuição da População por Grupos Etários | Distribuição da População por Grupos Etários | Distribuição da População por Grupos Etários | Distribuição da População por Grupos Etários | Distribuição da População por Grupos Etários | Distribuição da População por Grupos Etários |
| -------------------------------------------- | -------------------------------------------- | -------------------------------------------- | -------------------------------------------- | -------------------------------------------- | -------------------------------------------- |
| Antes da agregação                           |                                              |                                              |                                              |                                              |                                              |
| Ano                                          | 0-14 anos                                    | 15-24 anos                                   | 25-64 anos                                   | >= 65 anos                                   | Total                                        |
| 2001                                         | 2563                                         | 2509                                         | 9595                                         | 3045                                         | 17712                                        |
| 2011                                         | 2559                                         | 1886                                         | 10244                                        | 3544                                         | 18233                                        |
| Após a agregação                             |                                              |                                              |                                              |                                              |                                              |
| Ano                                          | 0-14 anos                                    | 15-24 anos                                   | 25-64 anos                                   | >= 65 anos                                   | Total                                        |
| 2021                                         | 2416                                         | 1827                                         | 9430                                         | 4104                                         | 17777                                        |